# Gilles Félix Lerouge-Collinet
Gilles Félix Lerouge-Collinet est un homme politique français né le 30 mai 1749 à Troyes (Aube) et mort le 4 mars 1818 à Troyes.
Avocat, il est président du tribunal de Troyes pendant la Révolution, puis membre de l'administration du département de l'Aube. Il est élu député de l'Aube au conseil des Anciens le 25 germinal an VII, puis député au Corps législatif de 1800 à 1804.

## Sources
- « Gilles Félix Lerouge-Collinet », dans Adolphe Robert et Gaston Cougny, Dictionnaire des parlementaires français, Edgar Bourloton, 1889-1891 [détail de l’édition]